# 殷天正
殷天正是金庸武俠小说《倚天屠龍記》中的人物。為金庸小說中武功超群的高手之一。
殷天正是個身材魁偉的老者，長眉勝雪，垂下眼角，鼻子鉤曲，有若鷹嘴，神威凛凛，双目炯炯，如电闪动。

## 概述
殷天正外號白眉鹰王，是明教护教法王之一，排名雖第二，年紀卻為四大法王之中最大。
明教四大法王按紫白金青排列，所以殷天正在四大法王中位列第二，所以「金毛狮王」谢逊和「青翼蝠王」韦一笑叫他殷二哥，而「紫衫龙王」黛绮丝虽然位列四大法王之首，但因为年纪最小，也称其为殷二哥。
性格为人豪气干云，严以律己，刚正不阿，是个慷慨磊落的奇男子，性子偏激，为人行事一板一眼。
殷天正有一子殷野王和一女殷素素，其孫女為殷離，外孫是張無忌。
当年明教教主阳顶天失踪后（实际上是死在秘道之中，但明教中人不知道），明教陷入群龙无首的局面，「光明左使」杨逍、五散人、五行旗等明教高层为了争夺明教的控制权相互争斗，殷天正无法忍受这种混乱的状况，又不想搅进这一潭混水之中，于是愤而出教，自立教门“天鹰教”，与明教分庭抗礼，其豪气干云之势，令人思之神往。 　　
当六大派合剿光明顶时，杨逍和明教四大護教法王之一「青翼蝠王」韋一笑以及五散人被「混元霹雳手」成昆以「幻陰指」偷襲倒下，殷天正本已是天鹰教主，可置身事外，却义无反顾地率天鹰教主力支援明教，在光明顶一战中，先挫少林派和華山派三名高手后，内力依然稍胜「武当七侠」之一张松溪，戰勝「武当七侠」之一莫声谷，只比招式和「武当七侠」之首宋远桥斗个旗鼓相当，重伤之余轻松击败「崆峒五老」老三唐文亮，而几乎内力耗尽，足顯殷天正对明教的忠心可见一斑。
后来张无忌被推举为明教教主后，殷天正以外公之尊亲，元老之资历，仍恪守明教教规，忠心耿耿地服从张无忌的领导，且从不居功、居亲自傲。
蝴蝶谷大会之后，他执行张无忌联合武林各派共同起义，推翻元朝的路线，以七旬高龄率领天鹰教在江浙起事，声援各地义军。
在屠狮英雄会召开前夕，随同张无忌上少林寺自告奋勇同张无忌、杨逍挑战少林寺辈份最高的少林「三大高僧」渡难、渡厄與渡劫，当时，在战局不利的情况下为了兄弟情谊苦苦支撑，最后油尽灯枯，在出寺返回明教营地之后，起身大笑三声，溘然长逝。
群豪念及同教的义气，无不怆然泪下，讯息传出，明教中有许多教众原属天鹰教旗下，登时哭声震动山谷，数日间，群豪忙着料理殷天正的丧事，各门派、各帮会的武林人物也络绎上山，这些人仰慕殷天正的威名，都到木棚中他灵前奠祭。

## 武功
武功精深，擁有破山碎碑的雄浑掌力，内外功夫，刚猛无双，「迄今为止，武林中跟他动过手的，还没有一个能挡得住他十招以上。」後來為救金毛獅王謝遜，和教主張無忌、光明左使楊逍力戰少林三位渡字輩神僧，起初三人一對一，鬥了半個時辰，楊、殷二人漸漸支持不住，變為合鬥渡難。殷天正和渡難神僧拚了三十餘掌，自知不敵。
鹰爪擒拿功
雙手擺出鹰的鉤爪之勢，勢成鹰爪，其爪锋锐之处可以任意撕裂骨骼或鋼鐵。
講求以抓打擒拿、分筋錯骨、輾轉騰挪、刁靠內閃、跳蹤為主，擁有了靈活又巧妙的威力，乃百余年来武林中一绝，当世无双无对。

## 兵器
白虹劍，為殷天正於光明頂贈與張無忌之寶劍。遭滅絕師太以倚天劍砍斷。

## 相關人物
|        |        |        |        | 殷天正 |        |  |  |        |        |        |        |        |        |        |        |        |        |        |        |        |        |      |      |            |            |            |            |            |            |            |            |            |            |  |  |
|        |        |        |        |        |        |  |  |        |        |        |        |        |        |        |        |        |        |        |        |        |        |      |      |            |            |            |            |            |            |            |            |            |            |  |  |
|        |        |        |        |        |        |  |  |        |        |        |        |        |        |        |        |        |        |        |        |        |        |      |      |            |            |            |            |            |            |            |            |            |            |  |  |
| 殷野王 | 殷野王 | 殷野王 | 殷野王 | 殷野王 | 殷野王 |  |  | 殷素素 | 殷素素 | 殷素素 | 殷素素 | 殷素素 | 殷素素 |        |        | 張翠山 | 張翠山 | 張翠山 | 張翠山 | 張翠山 | 張翠山 |      |      | 察罕帖木兒 | 察罕帖木兒 | 察罕帖木兒 | 察罕帖木兒 | 察罕帖木兒 | 察罕帖木兒 |            |            |            |            |  |  |
| 殷野王 | 殷野王 | 殷野王 | 殷野王 | 殷野王 | 殷野王 |  |  | 殷素素 | 殷素素 | 殷素素 | 殷素素 | 殷素素 | 殷素素 |        |        | 張翠山 | 張翠山 | 張翠山 | 張翠山 | 張翠山 | 張翠山 |      |      | 察罕帖木兒 | 察罕帖木兒 | 察罕帖木兒 | 察罕帖木兒 | 察罕帖木兒 | 察罕帖木兒 |            |            |            |            |  |  |
|        |        |        |        |        |        |  |  |        |        |        |        |        |        |        |        |        |        |        |        |        |        |      |      |            |            |            |            |            |            |            |            |            |            |  |  |
|        |        |        |        |        |        |  |  |        |        |        |        |        |        |        |        |        |        |        |        |        |        |      |      |            |            |            |            |            |            |            |            |            |            |  |  |
| 殷離   | 殷離   | 殷離   | 殷離   | 殷離   | 殷離   |  |  |        |        |        |        | 张无忌 | 张无忌 | 张无忌 | 张无忌 | 张无忌 | 张无忌 |        |        | 趙敏   | 趙敏   | 趙敏 | 趙敏 | 趙敏       | 趙敏       |            |            | 庫庫特穆爾 | 庫庫特穆爾 | 庫庫特穆爾 | 庫庫特穆爾 | 庫庫特穆爾 | 庫庫特穆爾 |  |  |
| 殷離   | 殷離   | 殷離   | 殷離   | 殷離   | 殷離   |  |  |        |        |        |        | 张无忌 | 张无忌 | 张无忌 | 张无忌 | 张无忌 | 张无忌 |        |        | 趙敏   | 趙敏   | 趙敏 | 趙敏 | 趙敏       | 趙敏       |            |            | 庫庫特穆爾 | 庫庫特穆爾 | 庫庫特穆爾 | 庫庫特穆爾 | 庫庫特穆爾 | 庫庫特穆爾 |  |  |

## 影视形象

### 劇集
- 白文彪：香港無綫電視《倚天屠龍記》（1978年）
- 万山： 臺灣台視《倚天屠龍記》（1984年）
- 蓝天：香港無綫電視《倚天屠龍記》（1986年）
- 谷峰： 臺灣台視《倚天屠龍記》（1994年）
- 谷峰： 香港無綫電視《倚天屠龍記》（2001年）
- 姬麒麟： 中國大陸亞環影音《倚天屠龍記》（2003年）
- 陈之辉： 中國大陸華誼兄弟、華夏視聽聯合出品《倚天屠龍記》（2009年）
- 肖荣生： 中國大陸華夏視聽、企鵝影視聯合出品《倚天屠龍記》（2019年）

### 電影
- 张作舟： 《倚天屠龍記》（1963年，1965年）（第一及第二集），香港粵語長片，峨嵋電影公司
- 井淼： 《倚天屠龍記》及《倚天屠龍記大結局》（1978年），邵氏公司
- 邵万林：《倚天屠龍記之魔教教主》（1993年），香港永盛電影公司
- 駱應鈞：《倚天屠龍記之九陽神功》、《倚天屠龍記之聖火雄風》（2022年），星王朝